# Глікман Віктор Якович
Віктор Якович Глікман (псевдоніми Ірецький, Старозавітній, Іриксон; 1 вересня 1882, Харків — 16 листопада 1936, Берлін) — російський письменник, журналіст, критик.

## Біографія
Віктор Глікман народився у Харкові. Виріс у родині інженера-шляховика. Шість років навчався в Київському політехнічному інституті, два роки — у Санкт-Петербурзькому університеті, вільним слухачем. Відвідував лекції в Санкт-Петербурзькому археологічному інституті. Друкувався у часописах «Речь», «Київська газета», «Світі Божому» та інших виданнях. Завідував бібліотекою Будинку літераторів у Петрограді. Його дружиною була педагог Олена Антипова. У листопаді 1922 року Віктор Глікман висланий з СРСР.
В еміграції він випустив фантастичний роман «Спадкоємці» (1928), в тому ж році перевиданий в СРСР як «перекладений» — під ім'ям Я. Іриксон і заголовком «Заповіт предка». У романі Гренландія опалюється за допомогою Гольфстріму, перегороженного греблею з швидкозростаючих коралів. Входив до групи «Кабаре російських коміків» у Берліні (1931), разом з Володимиром Деспотулі, Юрієм Офросімовим, Яковом Окснером.
Віктор Глікман помер від туберкульозу 16 листопада 1936 року у віці 54 років. Похований у Берліні 19 листопада 1936 року на православному цвинтарі Тегель [Архівовано 26 вересня 2020 у Wayback Machine.] в п'ятому ряду четвертого кварталу.

## Образ у мистецтві
Є прототипом головного героя роману Дмитра Бикова «Орфографія».

## Цікаві факти
Після смерті Віктора Глікмана псевдонімом Ірецький користувався Волковиський Микола Мойсейович.